# David Brown (producer)

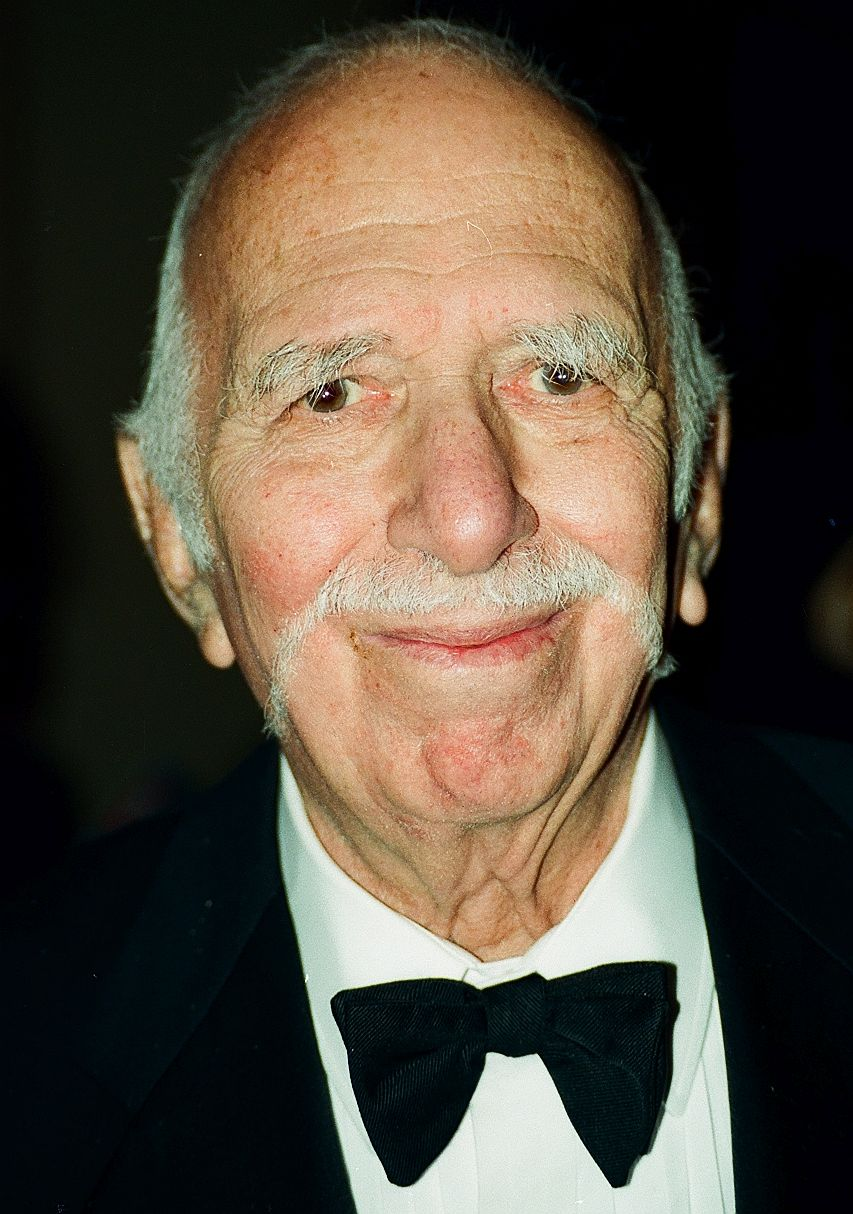
David Brown in 2000

David Brown (New York, 28 juli 1916 - aldaar, 1 februari 2010) was een Amerikaanse film- en theaterproducent.
Het meest bekend werd Brown als medeproducer van Richard Zanuck. In 1990 kregen zij samen de Irving G. Thalberg Memorial Award van de Academy of Motion Picture Arts and Sciences voor hun verrichtingen als producer. Zij produceerden de eerste films van Steven Spielberg, zoals The Sugarland Express (1974) en Jaws (1975), en filmhits als Cocoon (1985), Driving Miss Daisy (1989) en Angela's Ashes (1999). Daarnaast produceerde Brown ook talrijke Broadway-producties.